# Aeroportul Kandep
Aeroportul Kandep (IATA: KDP, ICAO: AYNN) este un aeroport din Enga Province⁠(d), Highlands Region⁠(d), Papua Noua Guinee ce deservește zona Kandep⁠(d).
aeroportul dispune de o singură pistă.